# 4-Metilanfetamina
A 4-Metilanfetamina (4-MA; PAL-313; Aptrol; p-TAP) é uma droga estimulante e anorexígena da classe química das fenetilaminas e anfetaminas substituídas.

## Farmacologia
Em estudos in vitro, a 4-MA atua como um agente liberador potente e equilibrado, pois atua na liberação de serotonina, norepinefrina e dopamina. Os valores de afinidade Ki nos receptores deserotonina, norepinefrina e dopamina são de, respectivamente, 53,4nM, 22,2nM e 44,1nM. No entanto, estudos in vivo mais recentes de avaliação bioquímica por sondas de microdiálise em ratos mostraram que a 4-Metilanfetamina é muito mais potente na liberação da serotonina (~18x) em relação à dopamina (~5x; proporção de 3,6:1). A hipótese sugerida pelos autores é de que a liberação de 5-HT inibe a liberação de DAT por meio de algum mecanismo. Por exemplo, foi sugerido que uma possível causa para isso poderia ser a ativação dos receptores 5-HT2C, uma vez que estudos apontam que a ativação destes inibem a liberação de dopamina. Além disso, existem explicações alternativas, como a liberação de 5-HT, que pode estimular a liberação de GABA, que tem um efeito inibitório no receptor de dopamina.
Em estudos com animais, a 4-MA mostrou ter a menor taxa de autoadministração comparada a drogas testados com perfis farmacológicos semelhantes (em relação à 3-Metilanfetamina, 4-Fluoroanfetamina e 3-Fluoroanfetamina). O efeito de reforço menor está ligado a sua maior potência em liberar serotonina do que dopamina.

## Usos
A 4-MA foi estudada como inibidor de apetite (anorexígeno) em 1952 e chegou a ser registrada com o nome comercial Aptrol, mas nunca foi comercializada no mercado. Mais recentemente, foi relatada ser uma nova droga sintética comercializada nas ruas.
A 4-MA é usada, sobretudo, como droga sintética para fins recreativos. Entre 2012 e 2013, ao menos 12 mortes foram relatadas na Europa associadas ao consumo de anfetamina contaminada com 4-Metilanfetamina.